# Castillon (Calvados)
Pour les articles homonymes, voir Castillon.
Castillon est une commune française, située dans le département du Calvados en région Normandie, peuplée de 368 habitants.

## Géographie
Castillon est située à dix kilomètres à l'ouest de Bayeux, dans la vallée de la Drôme.
| Balleroy-sur-Drôme (comm. dél. de Vaubadon) | Le Tronquay | Noron-la-Poterie, Saint-Paul-du-Vernay |
| Balleroy-sur-Drôme (comm. dél. de Balleroy) | Castillon   | Saint-Paul-du-Vernay                   |
| Planquery                                   | Cahagnolles | Saint-Paul-du-Vernay                   |

### Climat
Pour des articles plus généraux, voir Climat de la Normandie et Climat du Calvados.
En 2010, le climat de la commune est de type climat océanique franc, selon une étude du CNRS s'appuyant sur une série de données couvrant la période 1971-2000. En 2020, Météo-France publie une typologie des climats de la France métropolitaine dans laquelle la commune est exposée à un climat océanique et est dans la région climatique  Normandie (Cotentin, Orne), caractérisée par une pluviométrie relativement élevée (850 mm/a) et un été frais (15,5 °C) et venté.
Pour la période 1971-2000, la température annuelle moyenne est de 10,5 °C, avec une amplitude thermique annuelle de 11,8 °C. Le cumul annuel moyen de précipitations est de 832 mm, avec 13 jours de précipitations en janvier et 8,2 jours en juillet. Pour la période 1991-2020, la température moyenne annuelle observée sur la station météorologique la plus proche, située sur la commune de Balleroy-sur-Drôme à 4 km à vol d'oiseau, est de 11,2 °C et le cumul annuel moyen de précipitations est de 924,3 mm,. Pour l'avenir, les paramètres climatiques de la commune estimés pour 2050 selon différents scénarios d’émission de gaz à effet de serre sont consultables sur un site dédié publié par Météo-France en novembre 2022.

## Urbanisme

### Typologie
Au 1er janvier 2024, Castillon est catégorisée commune rurale à habitat très dispersé, selon la nouvelle grille communale de densité à 7 niveaux définie par l'Insee en 2022. Elle est située hors unité urbaine et hors attraction des villes,.

### Occupation des sols
L'occupation des sols de la commune, telle qu'elle ressort de la base de données européenne d’occupation biophysique des sols Corine Land Cover (CLC), est marquée par l'importance des territoires agricoles (99,6 % en 2018), une proportion identique à celle de 1990 (99,6 %). La répartition détaillée en 2018 est la suivante : prairies (48,3 %), terres arables (31,2 %), zones agricoles hétérogènes (20 %), forêts (0,3 %), mines, décharges et chantiers (0,1 %). L'évolution de l’occupation des sols de la commune et de ses infrastructures peut être observée sur les différentes représentations cartographiques du territoire : la carte de Cassini (XVIIIe siècle), la carte d'état-major (1820-1866) et les cartes ou photos aériennes de l'IGN pour la période actuelle (1950 à aujourd'hui).

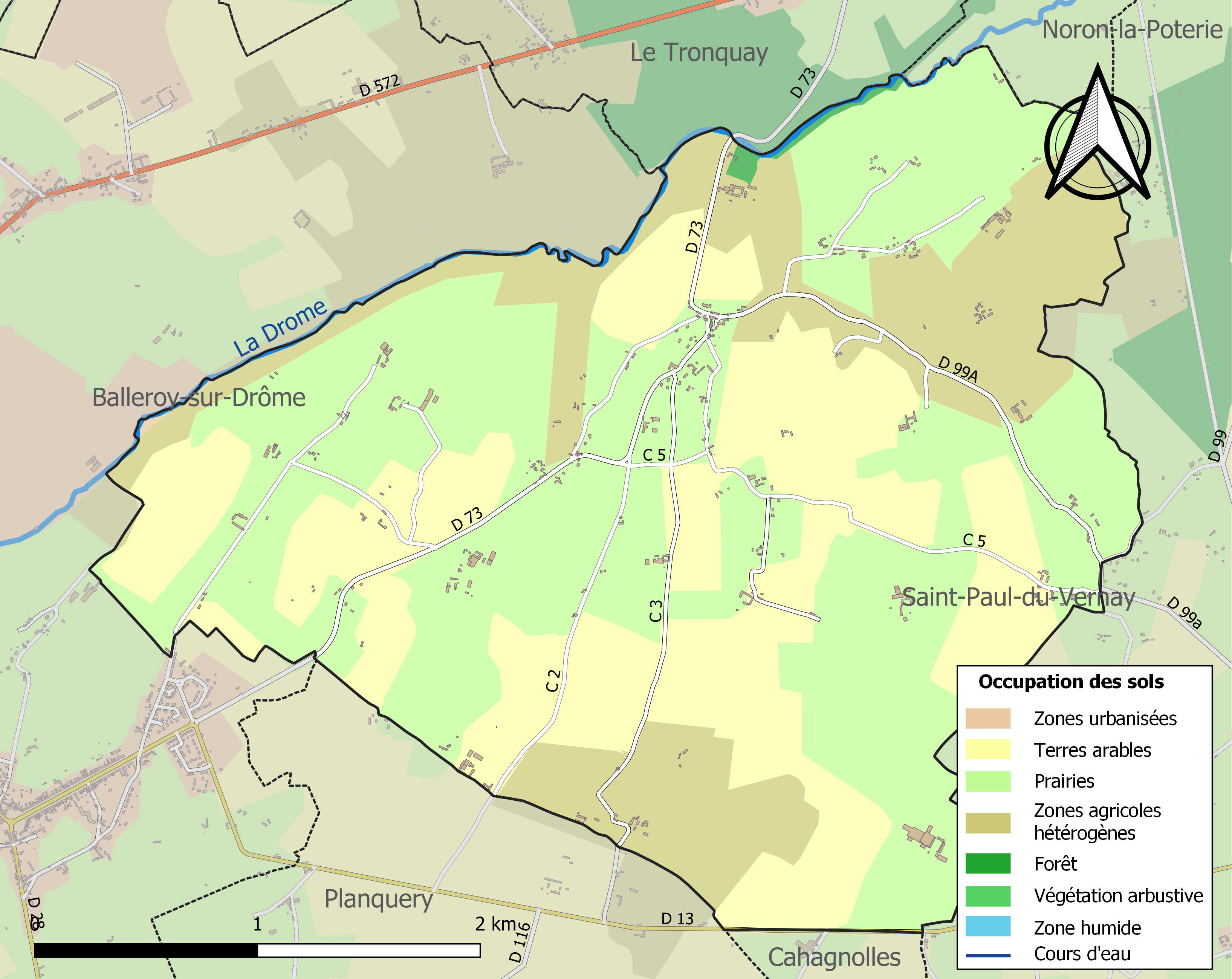
Carte des infrastructures et de l'occupation des sols de la commune en 2018 (CLC).

## Toponymie
Le nom de la localité est attesté sous les formes Castellio en 1114.
Le nom de Castillon trouve son origine dans le mot castellionem qui aboutit dans les dialectes normand et picard, à castillon, qui signifie « petit château ». Il a, parfois, été donné à des sommets rocheux dont la forme évoquait, de loin, un château.
Le gentilé est Castillonais.

## Histoire
L'oppidum gaulois de Castillon a fait l'objet de fouilles par J. Gouvest sous la direction du Centre de recherches archéologiques médiévales de Caen à partir de 1960. Le plus grand du territoire des Bajocasses avec ses 35 hectares, il semble le chef-lieu de ce peuple gaulois lors de la conquête romaine.
L'étude du mobilier céramique lors d'un diagnostic archéologique en 2014 semble témoigner d'une implantation gauloise dès le IIIe siècle av. J.-C., peut-être antérieure à la fondation de l'oppidum.
L'enceinte était défendue au nord et au nord-ouest par la vallée de la Drôme et à l'est par deux de ses petits affluents. Un rempart de dix-huit mètres de largeur et de trois mètres et demi de hauteur au sud, précédé d'un fossé de sept mètres de largeur, coupe le plateau isolant l'oppidum. On franchissait ce système de retranchement par une route empierrée et une large porte. Les fouilles ont fait apparaître ce rempart doublé d'un fossé, constitué d'une masse de terre soutenues extérieurement par des plaques de schistes (encore haut de deux mètres en 1960 dans sa partie la plus haute et évalué à quatre mètres à son origine), armé tous les deux mètres de pieux verticaux enfoncés dans le sol. De l'habitat, il ne reste aucune trace, bien qu'Arcisse de Caumont ait mentionné la découverte de débris d'armes et d'un pot contenant 180 monnaies gauloises. Des traces de l'oppidum sont encore visibles aujourd'hui.

## Politique et administration
| Période                                  | Période   | Identité            | Étiquette | Qualité                  |
| ---------------------------------------- | --------- | ------------------- | --------- | ------------------------ |
| mars 1989                                | mars 2008 | Hubert Sainte-Beuve | SE        | Agriculteur              |
| mars 2008                                | mai 2020  | Denis Marie         | SE        | Responsable informatique |
| mai 2020                                 | En cours  | Alexandre Chicot    | SE        | Enseignant               |
| Les données manquantes sont à compléter. |           |                     |           |                          |

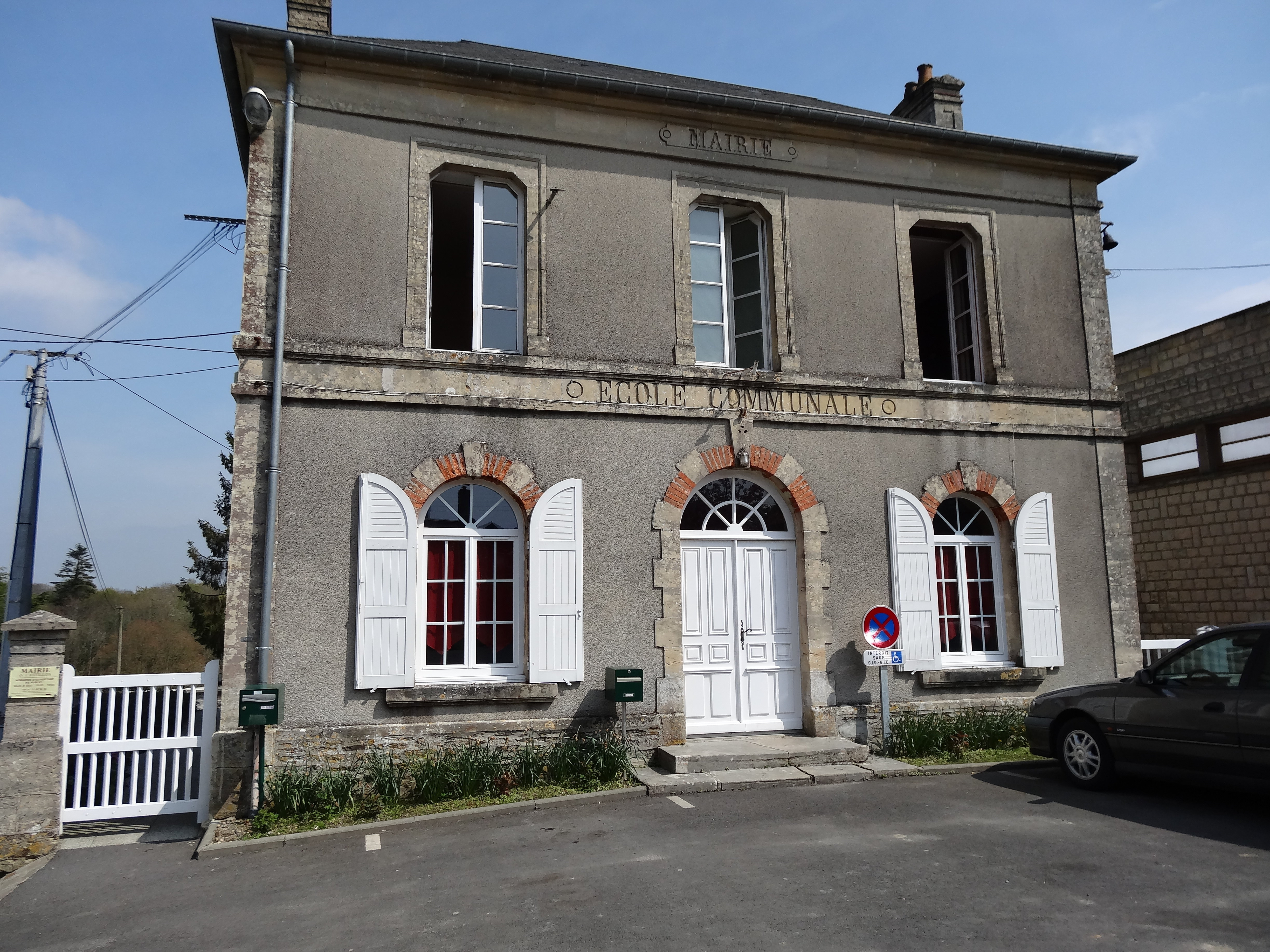
La mairie.

Le conseil municipal est composé de onze membres dont le maire et un adjoint.

## Démographie
L'évolution du nombre d'habitants est connue à travers les recensements de la population effectués dans la commune depuis 1793. Pour les communes de moins de 10 000 habitants, une enquête de recensement portant sur toute la population est réalisée tous les cinq ans, les populations de référence des années intermédiaires étant quant à elles estimées par interpolation ou extrapolation. Pour la commune, le premier recensement exhaustif entrant dans le cadre du nouveau dispositif a été réalisé en 2005.
En 2022, la commune comptait 368 habitants, en évolution de +7,6 % par rapport à 2016 (Calvados : +1,58 %, France hors Mayotte : +2,11 %).
Castillon a compté jusqu'à 933 habitants en 1806.
| 1793 | 1800 | 1806 | 1821 | 1831 | 1836 | 1841 | 1846 | 1851 |
| ---- | ---- | ---- | ---- | ---- | ---- | ---- | ---- | ---- |
| 750  | 710  | 933  | 810  | 775  | 785  | 755  | 694  | 666  |

| 1856 | 1861 | 1866 | 1872 | 1881 | 1886 | 1891 | 1896 | 1901 |
| ---- | ---- | ---- | ---- | ---- | ---- | ---- | ---- | ---- |
| 656  | 673  | 650  | 644  | 558  | 560  | 566  | 532  | 506  |

| 1906 | 1911 | 1921 | 1926 | 1931 | 1936 | 1946 | 1954 | 1962 |
| ---- | ---- | ---- | ---- | ---- | ---- | ---- | ---- | ---- |
| 478  | 458  | 429  | 412  | 398  | 413  | 377  | 393  | 331  |

| 1968 | 1975 | 1982 | 1990 | 1999 | 2005 | 2006 | 2010 | 2015 |
| ---- | ---- | ---- | ---- | ---- | ---- | ---- | ---- | ---- |
| 325  | 298  | 294  | 284  | 308  | 296  | 295  | 322  | 334  |

| 2020 | 2022 | - | - | - | - | - | - | - |
| ---- | ---- | - | - | - | - | - | - | - |
| 352  | 368  | - | - | - | - | - | - | - |

## Économie
La commune se situe dans la zone géographique des appellations d'origine protégée (AOP) beurre d'Isigny et crème d'Isigny.

## Lieux et monuments
- Ancien village fortifié ayant succédé à l'oppidum gaulois des baiocasse[16].
- Château (1762), inscrit au titre des monuments historiques[26] avec son moulin à eau.
- Église Saint-Cassien du XVe siècle.
- Ifs funéraire du cimetière, qui valent à celui-ci d'être un site classé[27]. Leur âge n'est pas connu mais ils sont certainement antérieurs à l'édification de l'église du XVe siècle[28]. Ils furent photographiés en 1895 par Henri Gadeau de Kerville qui souhaita en même temps la conservation et la protection de ces vénérables témoins des âges lointains[29]. Le plus gros a une circonférence d'environ 7,45 à 1,30 m, le second a une circonférence de 6 m.
- Le pont de Sully, sur la Drôme, en limite avec Vaubadon, qui est inscrit au titre des monuments historiques depuis le 4 octobre 1990[30].
- Jardins de Castillon-Plantbessin, créés en 1985.

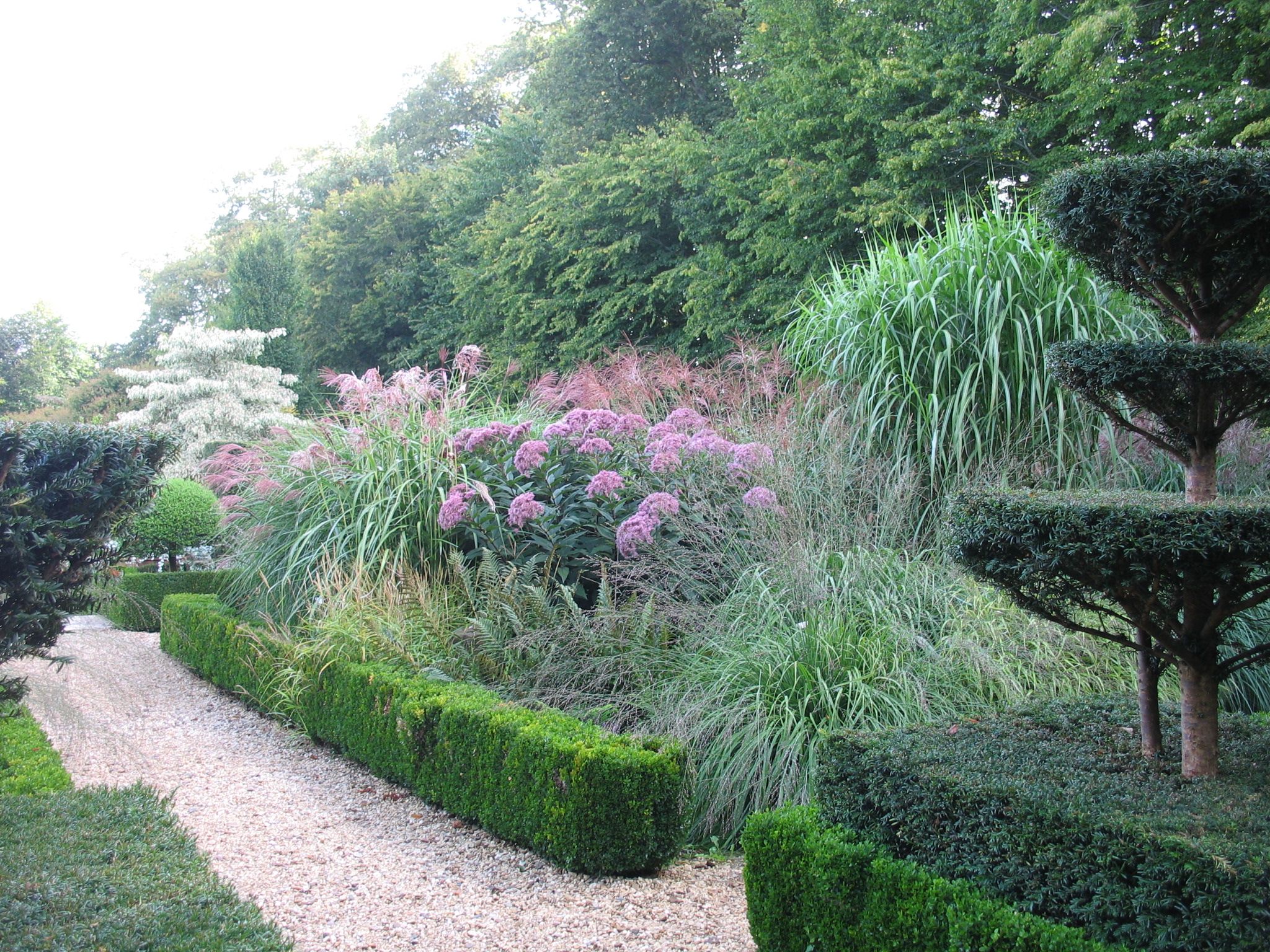
Les jardins de Castillon-Plantbessin.
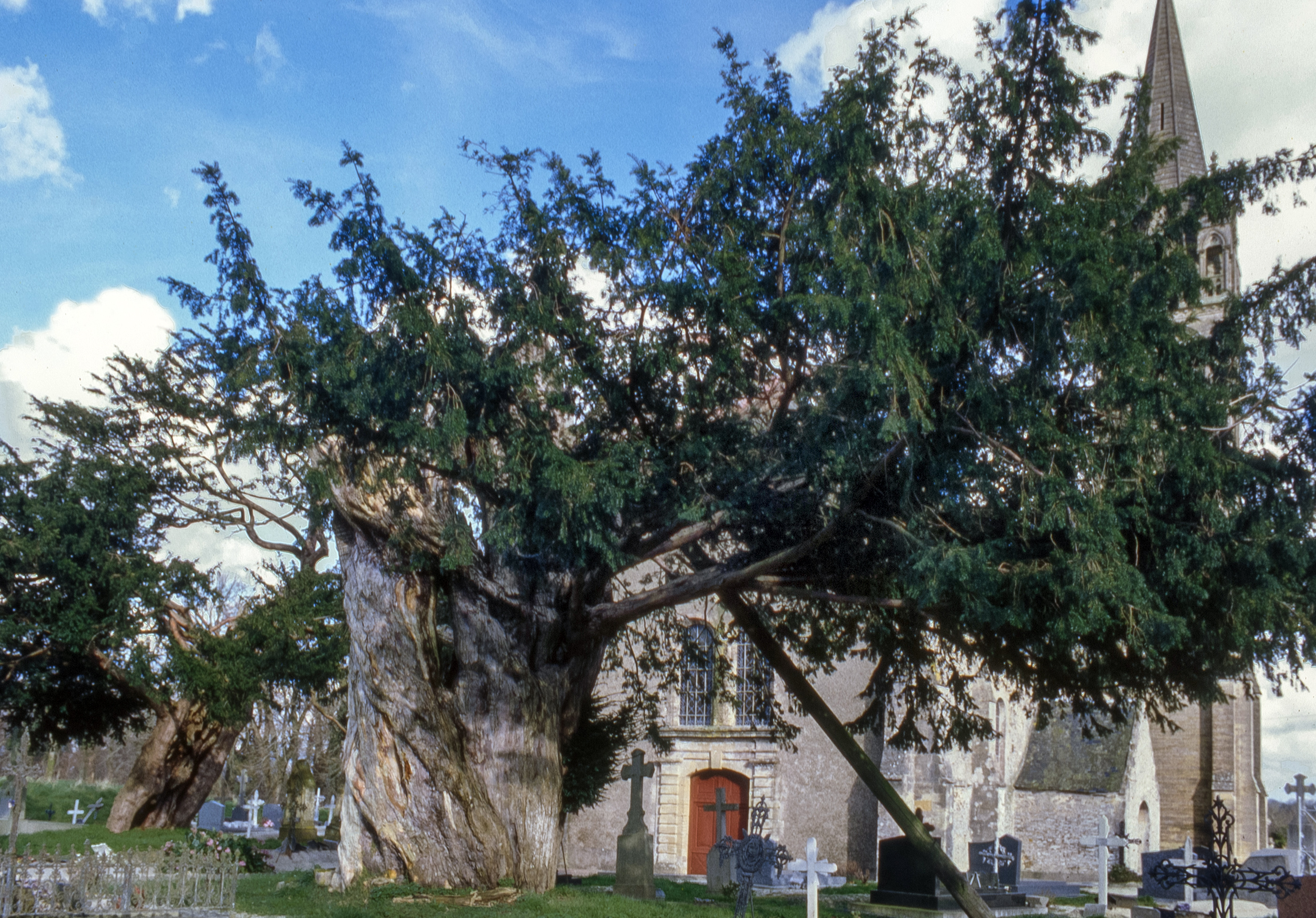
Ifs de Castillon.
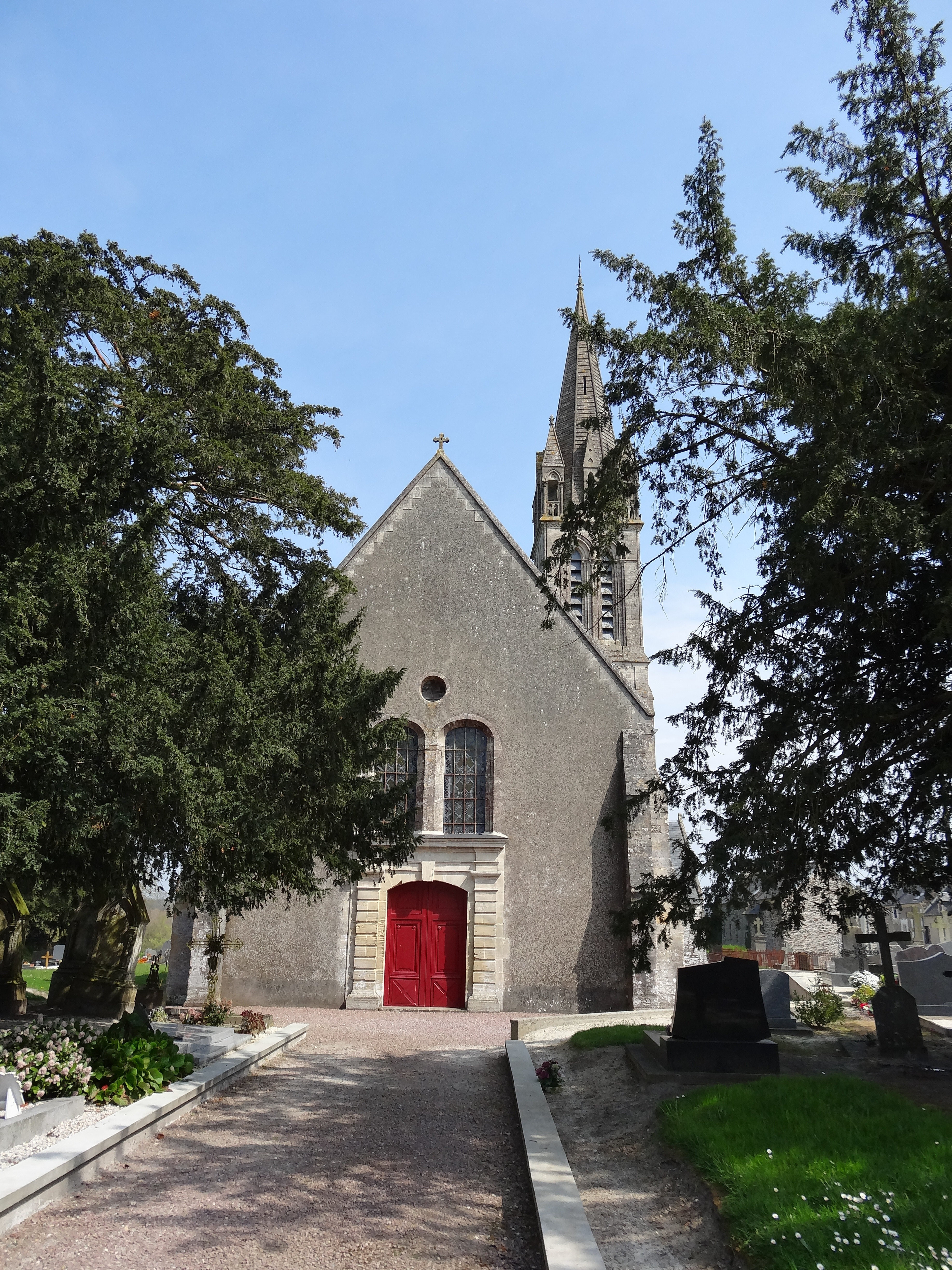
L'église Saint-Cassien et ses deux ifs.
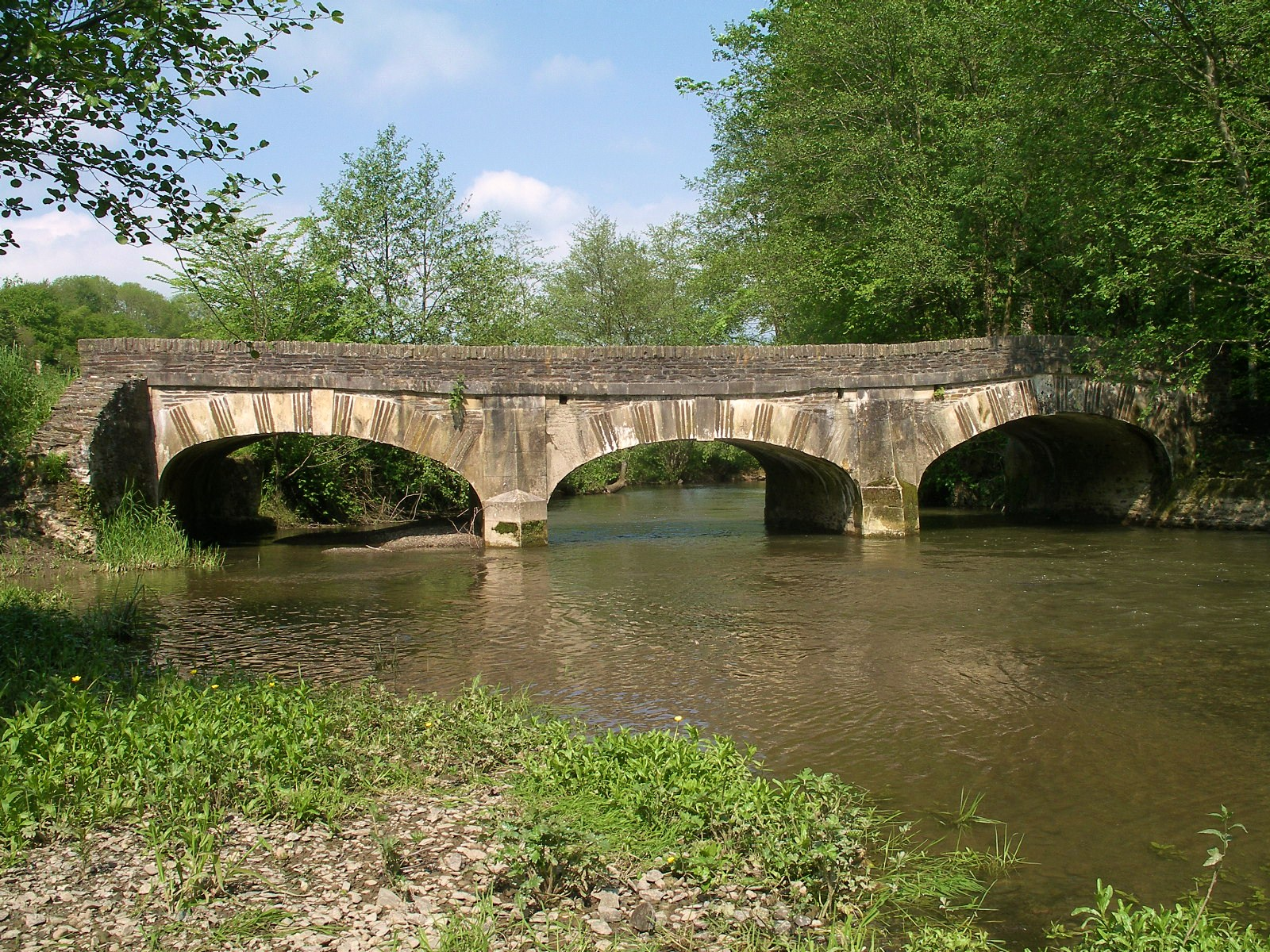
Le pont de Sully.

## Personnalités liées à la commune
- Louis Gassion (Castillon, 1881 - 1944), contorsionniste, artiste de cirque, père d'Édith Piaf[31].